# Santa Coloma de Queralt
Santa Coloma de Queralt és una població situada a l'altiplà de la Baixa Segarra, constituïda com a municipi a la Conca de Barberà. Es troba a la dreta del riu Gaià, protegit per la serra d'Aguiló (811 m), la del Codony (789 m) i els contraforts de la serra de Queralt. Té diversos torrents, que assorteixen d'aigua el terme.

## Edat mitjana

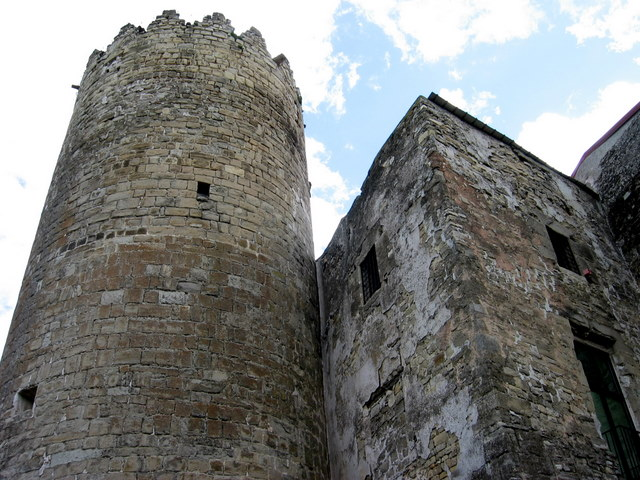
1018, primera referència del castell de Santa Coloma

La primera referència sobre el terme i la parròquia de Santa Coloma es remunta al 976. Segons Joan Segura, el municipi embrionari consistia en una carlania, l'ermita de Santa Coloma, una font, i el castell, la primera referència del qual es troba el 1018. L’historiador colomí considera que la població es consolida a partir de l'extensió de la Vila Nova i la Pobla de Montpaó.
La baronia de Santa Coloma va pertànyer als senyors de Gurb fins al 1213, que van vendre el terme als Timor, que adoptaren el nom de Queralt pel seu llinatge. El 1222, Jaume I concedeix el privilegi de celebrar un mercat setmanal a Santa Coloma, que d’aquesta manera adquireix la condició de Vila. Les primeres referències sobre botigues daten de 1241. És possible que vers aquestes dates ja hi hagués presència de la comunitat jueva al municipi; segons Yom Tov Assis, si bé la primera referència d’hebreus data de 1272, és molt probable que en aquesta data ja hi portessin unes quantes dècades establerts. A finals de la centúria, la comunitat jueva posseïa una sinagoga, una casa d’estudi i uns banys.
Durant el segle xiii, la Vila passa a anomenar-se “Santa Coloma Samarca”. Aquesta denominació es troba en un document sobre la comunitat de donats que hi havia al santuari de Santa Maria de Bell-lloc (1270), que l’any 1307 passa a ser regit, sota la intercessió dels Queralt, per l’orde mercedari. La primera referència documental sobre la Universitat de Santa Coloma, llavors constituïda pels tots caps de família reunits a l'església, data de 1292.
La primera meitat del segle xiv és una època de creixement per Santa Coloma. Jaume II dona el permís per celebrar-hi fira (1312), es funda l’hospital de Santa Magdalena (1327), comencen les obres de reconstrucció de l'església romànica en l'actual parroquial (1331), i es constitueix la primera escola municipal (1338); l'ensenyança, fins llavors, estava reservada a l’àmbit privat i eclesiàstic. En un moment desconegut d’aquest període, la vila adopta la nomenclatura actual: Santa Coloma de Queralt. Aquesta és la denominació usada en el privilegi que Pere el Cerimoniós concedeix a Pere V de Queralt i Castellnou per tal que pugui tenir trenta cases de jueus a la Vila (1347).
Les obres artístiques mobles més importants de la Vila s’encomanen durant la segona meitat del segle xiv: el retaule dels sants Joans del mestre de Santa Coloma (1356), el cenotafi de Pere de Queralt i Francesca de Castellnou (1368-1371) i el retaule de Sant Llorenç de Jordi de Déu (1387).
En aquestes dècades, Santa Coloma es converteix en un important mercat de safrà. Mercaders de Barcelona, Manresa, Cervera i Vilafranca del Penedès (entre altres municipis)s’hi desplacen per proveir-se de grans provisions que exportaven arreu de la Mediterrània, fins a Antioquia i l’Àsia menor. Fruit d’aquest desenvolupament econòmic, Santa Coloma viu unes dècades de creixement demogràfic, passant de 145 a 160 cases entre 1365 i 1390. Aquest any, es comencen a construir els pòrtics de la Plaça Major.
A Santa Coloma no s’han trobat documentats episodis violents durant el progrom de 1391 contra les aljames, si bé a partir d’aquesta data molts jueus es converteixen al cristianisme. 
En el trienni 1409-1411 es produeixen fets de gran importància: l’arribada de les relíquies de Santa Coloma a la Vila, possiblement a instància de Martí I (8 de desembre de 1409), la visita que fa a la població el papa d'Avinyó Benet XIII (1410), la deixa testamentària que fa possible la constitució de l’hospital dels jueus (1410), i l'encàrrec per fer les vidrieries de l'església parroquial a Coralí de Moraya (1411).
Gerard Carceller defineix la comunitat colomina de la primera meitat del segle xv com una estructura de tipus vila-mercat, en la qual “s’hi insereixen una menestralia rural i un potent camperolat que participa activament en compravendes de terres i rendes. Unes relacions d’oferta i demanda de béns que estableixen les bases d’un procés de marcada diferenciació social entre la població de la vila”.Aquest procés d’estratificació es tradueix en el privilegi que Guerau de Queralt concedeix a la Universitat de Santa Coloma per escollir els jurats de la Vila (1454).
Durant la guerra civil catalana (1462-1472), els Queralt van mantenir una posició ambivalent. Mentre que el baró Pere de Queralt i Perellós va donar suport a la Diputació del General, el seu fill Dalmau es va mostrar partidari de Joan II, probablement en un estratagema de la família per mantenir el Senyoriu independentment de quin bàndol resultés guanyador del conflicte.
Amb el decret d’expulsió dels jueus decretat per Ferran el Catòlic, tota la comunitat hebrea de Santa Coloma va emigrar (1492).

## Edat moderna
La població colomina es duplica entre 1497 i 1553, en aquest any es registren 922 persones a la Vila. Santa Coloma es troba ben comunicada gràcies al pas de la carretera entre Lleida i Barcelona que havia fet construir l'emperador Carles I (1542-43).

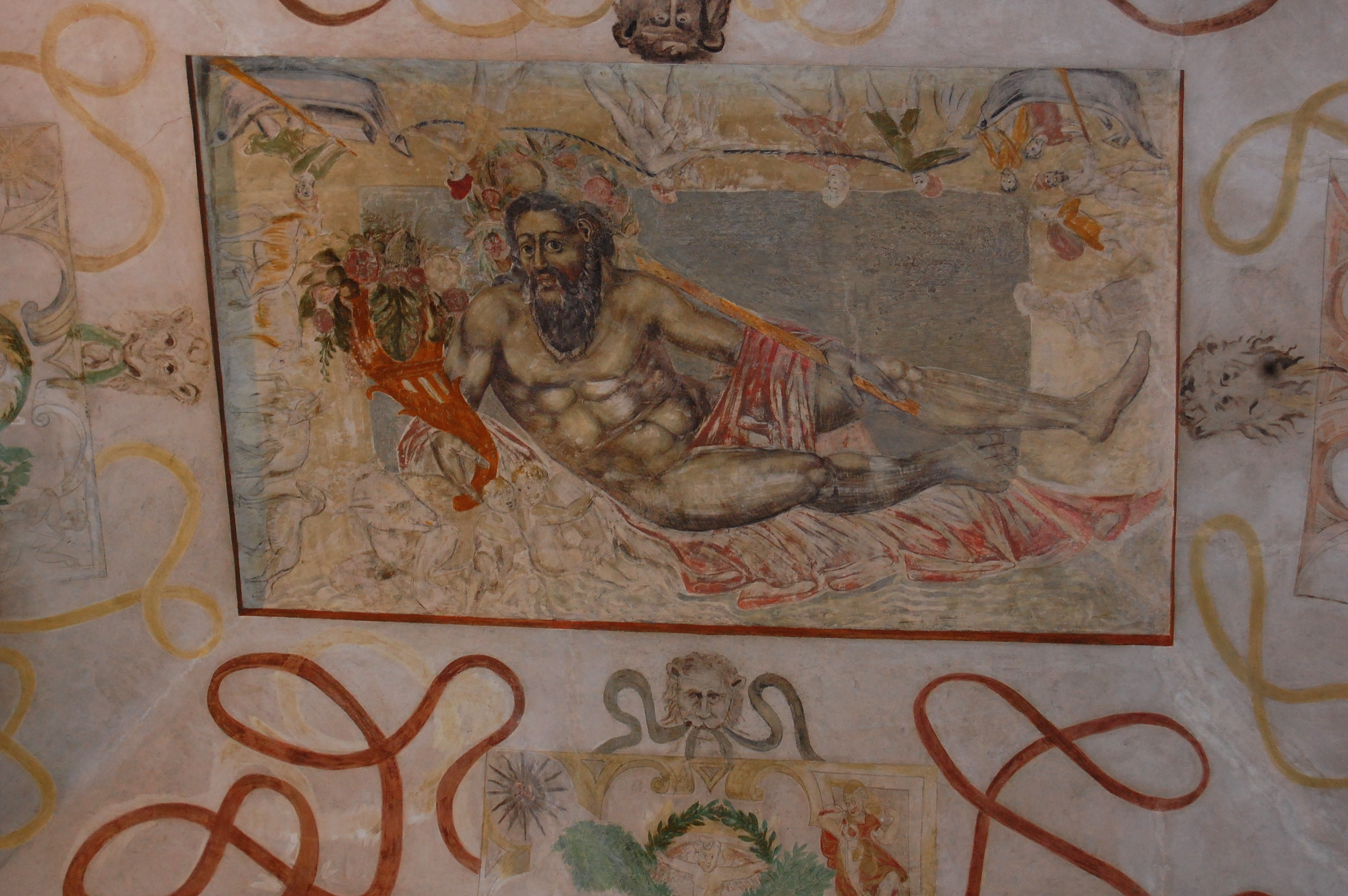
Fresc renaixentista del castell de Santa Coloma

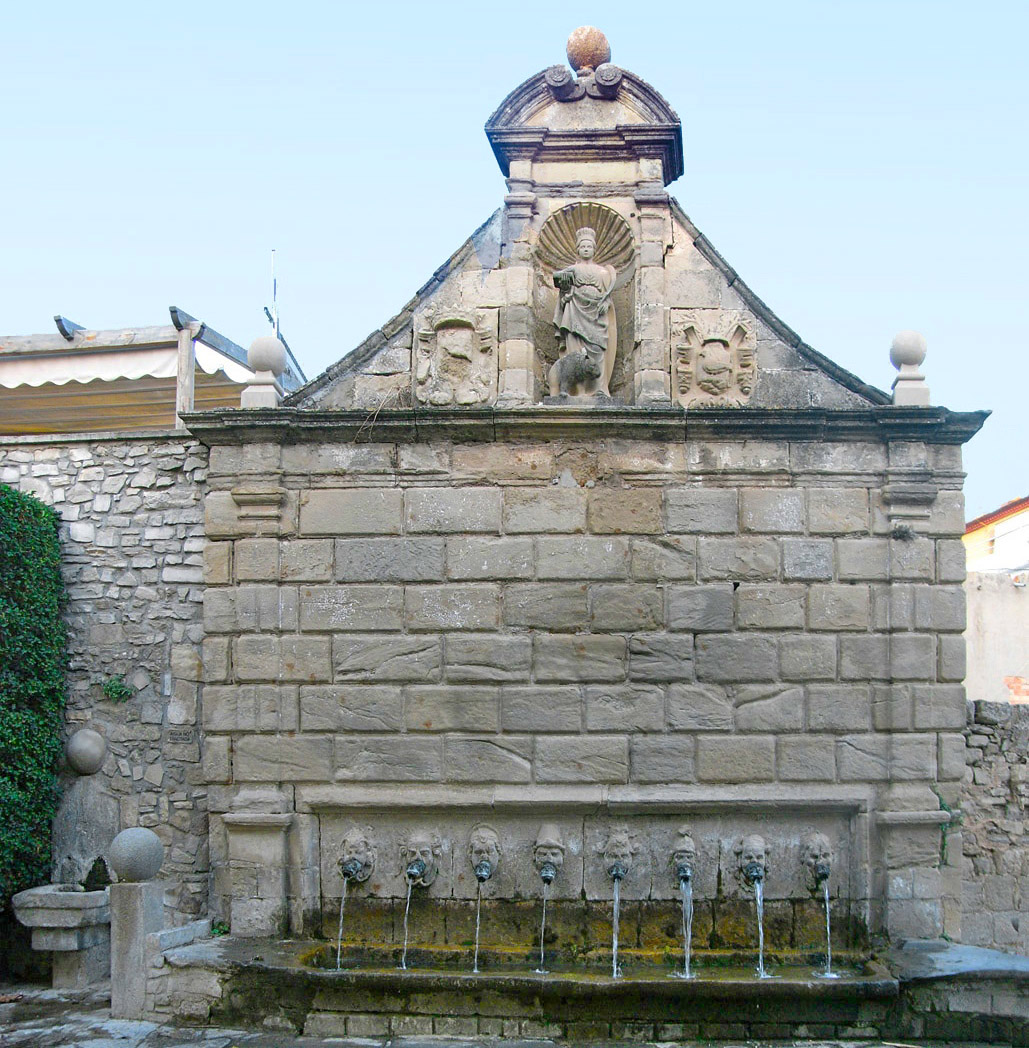
Font de les Canelles

El baró Guerau de Queralt lidera la reconversió del castell de Santa Coloma en palau renaixentista, en el qual ordenarà realitzar un fresc per commemorar la victòria de la Lliga Santa a la batalla de Lepant (1571). Aquest any es produeix un important canvi en la governança de Santa Coloma, amb la substitució del Consell General pel Consell de la Quarantena, integrat per membres de tres estaments socials (mercaders/comerciants, eclesiàstics -que el 1560 havien constituït la comunitat de beneficiats- i menestrals/pagesos). Durant aquesta dècada, també es produeix la inauguració de la portalada de l'església parroquial, també d’estil renaixentista (1577).
En el marc de les Corts Generals de Montsó, Felip II va visitar Santa Coloma el 22 d’abril de 1585 i a finals de juny del mateix any. En les corts generals celebrades pel seu fill, Felip III, el monarca ascendeix la baronia de Santa Coloma a comtat (1599).

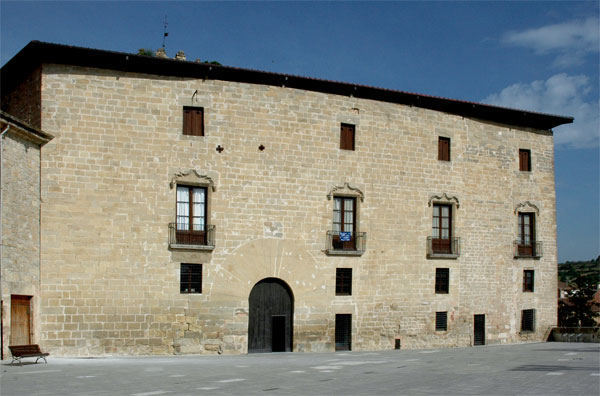
A mitjans del, el castell dels barons de Santa Coloma va ser reconvertit en un palau renaixentista

Segons el capbreu de 1617-1623, la població treballava majoritàriament en el sector primari (35,7%) i en l’àmbit del tèxtil i la indumentària (36,6%). La Universitat disposava d’una casa al carrer major, que feia de forn; un segon forn; una morberia a la partida Plana d’en Girona; i dues eres, contingues amb dos femers, davant el Portal de la Vila, a més de l'església, el fossar i el campanar. El cens de 1626 registra a la Vila 1.234 persones, la meitat dels quals en edat infantil.

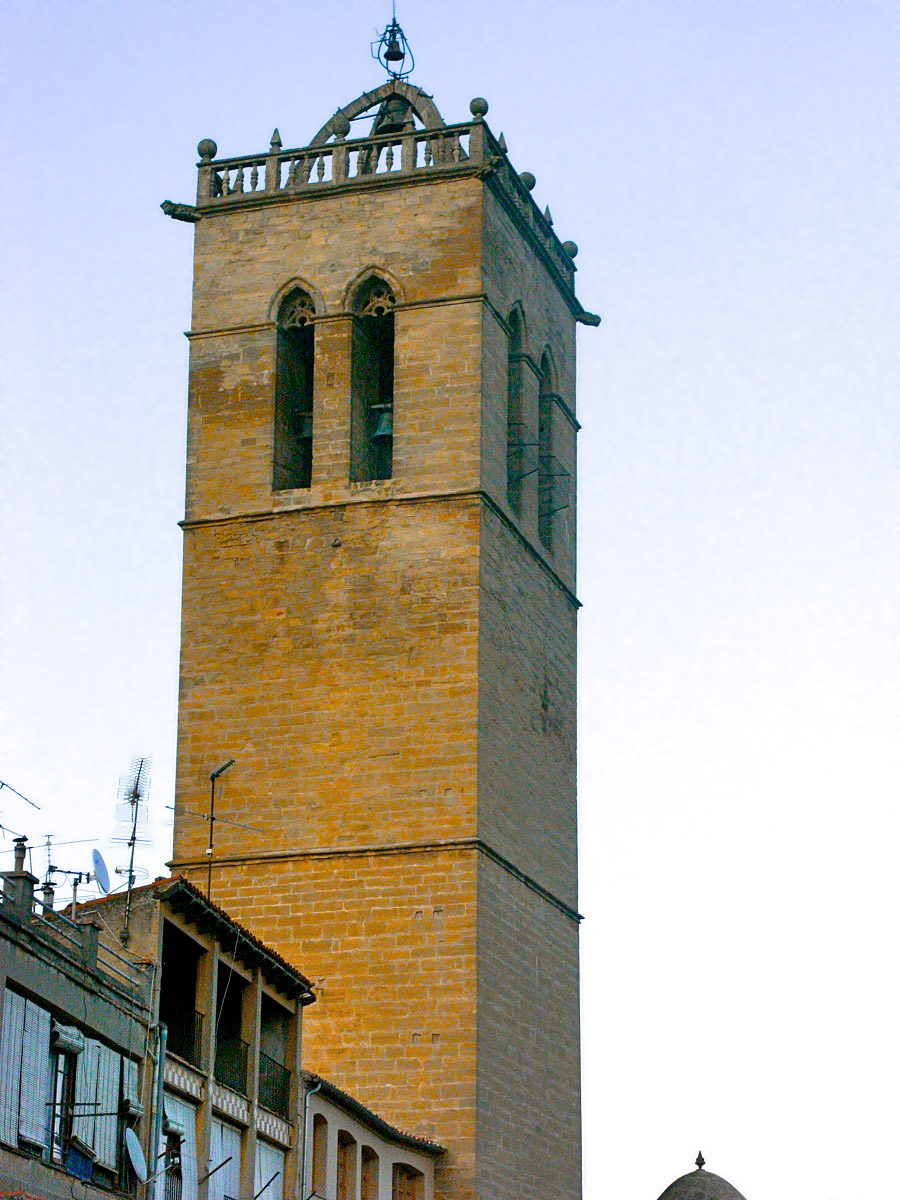
El campanar de Santa Coloma de Queralt, rematat el 1649

El senyoriu de Dalmau de Queralt (1612-1640) és el període de màxima esplendor artística de la Vila: es construeixen les Fonts dels Comtes (1617-1623); s’efectuen importants canvis en la parroquial, amb la finalització de la coberta (1631), la construcció de la capella de la Puríssima Sang (1624), la remodelació del portal de Santa Maria (1635), i l'encàrrec a Llàtzer i Josep Tramulles per fer un nou retaule major (1635-37); es realitzen obres estructurals a Santa Maria de Bell-lloc, amb la remodelació del refetor, el claustre, el sobreclaustre, la sagristia, el de profundis i el capítol del Convent; i s’avança en la construcció del campanar, iniciat en les darreries del segle XVI i que no es remata fins a 1649.
Com a vila casalícia de Dalmau de Queralt, Santa Coloma és amenaçada durant l'esclat de la Guerra dels Segadors (1640). La Vila acull el primer hospital militar que s’instal·la a Catalunya (1641), emplaçat al municipi per ser una població de rereguarda, estratègicament ben posicionada i disposar d’un proveïment important de cereals.
A través del cronista Magí Sivillà, la Universitat demana al regne de França que assumeixi la sobirania de la Vila (febrer de 1643). La petició, desestimada per Lluís XIII, s’accepta pocs mesos després de morir el monarca (octubre de 1643). Així, Lluís XIV esdevé senyor del Comtat de Santa Coloma entre 1643 i 1649, quan una sentència de la Reial Audiència de Catalunya traspassa el comtat a Maria de Queralt i Alagó. Durant aquests sis anys, la Vila s’anomena Santa Coloma la Real.
Entre juny i desembre de 1651, Santa Coloma perd aproximadament 200 habitants (15% de la població) a causa del brot de pesta que hi havia a Catalunya.
Durant el senyoriu de Lluís de Queralt i d’Alagó (1653-1689), incapacitat per malaltia mental, la vila i el comtat de Santa Coloma van començar un procés de progressiva decadència. Cal destacar, en aquest període, la constitució de la Festa Major la tercera dominica d’agost (1662) i la figura de Josep Ninot i Verdera, bisbe de Girona i Lleida, enterrat a la parroquial de la Vila el 1673.
Santa Coloma es posiciona, en l’inici de la Guerra de Successió a Catalunya (1705), a favor de Carles d’Àustria. Després d’un intent fallit (1712), l'exèrcit borbònic conquereix la Vila el 8 de juliol de 1713. A la primavera de 1714, les tropes de Felip IV amenacen a cremar-la si els veïns no deixen de boicotejar les comunicacions entre Cervera i Igualada.
Una de les jornades més tristes en tota la història de Santa Coloma es produeix el 27 de desembre de 1731, quan un incendi fortuït a l'església parroquial prova la crema de l’altar major, quatre altres altars, l’orgue i la volta del presbiteri.
En el segle xviii es produeix un augment espectacular de la població colomina, passant de 837 a 2.099 habitants entre 1717 i 1787. Arran d’aquest creixement, s’edifiquin diversos ravals: dels Capellans, de Santa Coloma, de Cervera, i també el carrer de Sant Roc i la plaça del Portalet, envoltant així tot el clos murallat. En el darrer terç de la centúria, comencen a agafar anomenada els ramblers colomins, dedicats a la compravenda de mules, que fins a principis del segle XX seran coneguts per importar animals del Piemont i el Pietou i teixir una important xarxa de distribució a Catalunya.

## Edat contemporània

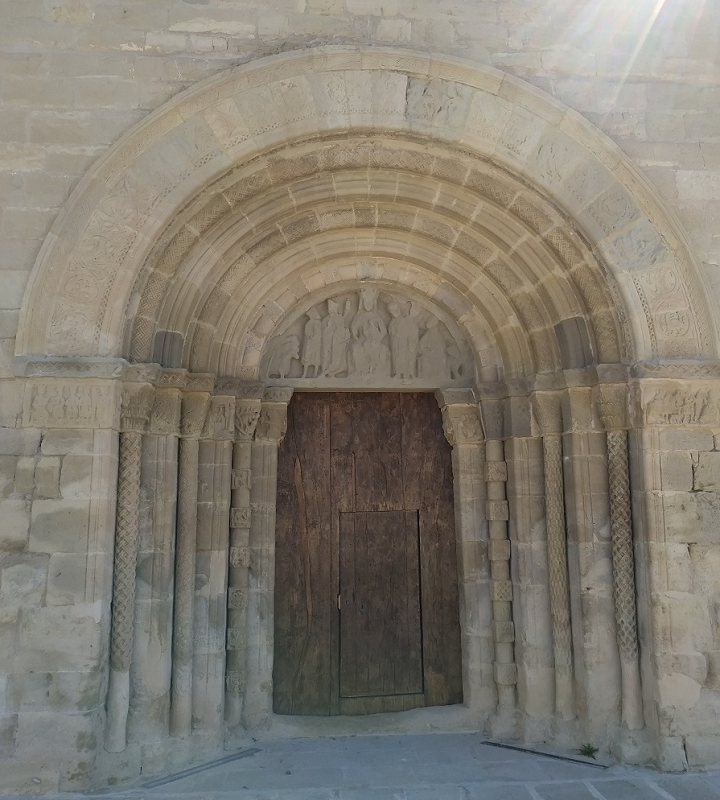
Portalada de Santa Maria de Bell-lloc

La Guerra del Francès (1808-1814) es viu amb intensitat a Santa Coloma. L’agost de 1808, 200 presoners francesos són allotjats al castell. Els esforços per finançar l'exèrcit “nacional” no foren suficients, i les divisions franceses van fer incursions el 5 de setembre de 1811 i el 24 de juny de 1812, provocant en ambdós casos que els frares de Santa Maria de Bell-lloc haguessin d’abandonar el convent.
En els successius enfrontaments que es produeixen al segle xix entre liberals i absolutistes, els colomins es decanten inicialment pels primers. El 1820, dos-cents veïns s’allisten a la Milícia Nacional Voluntària. Al llarg dels diferents atacs realistes a la vila, declarada liberal, foren atacats els ravals i la zona de la font de les Canelles. Tot i alguna baixa, la població sempre repellí qualsevol atac i fou mereixedora d'una Cruz de Cuenca el 1823.

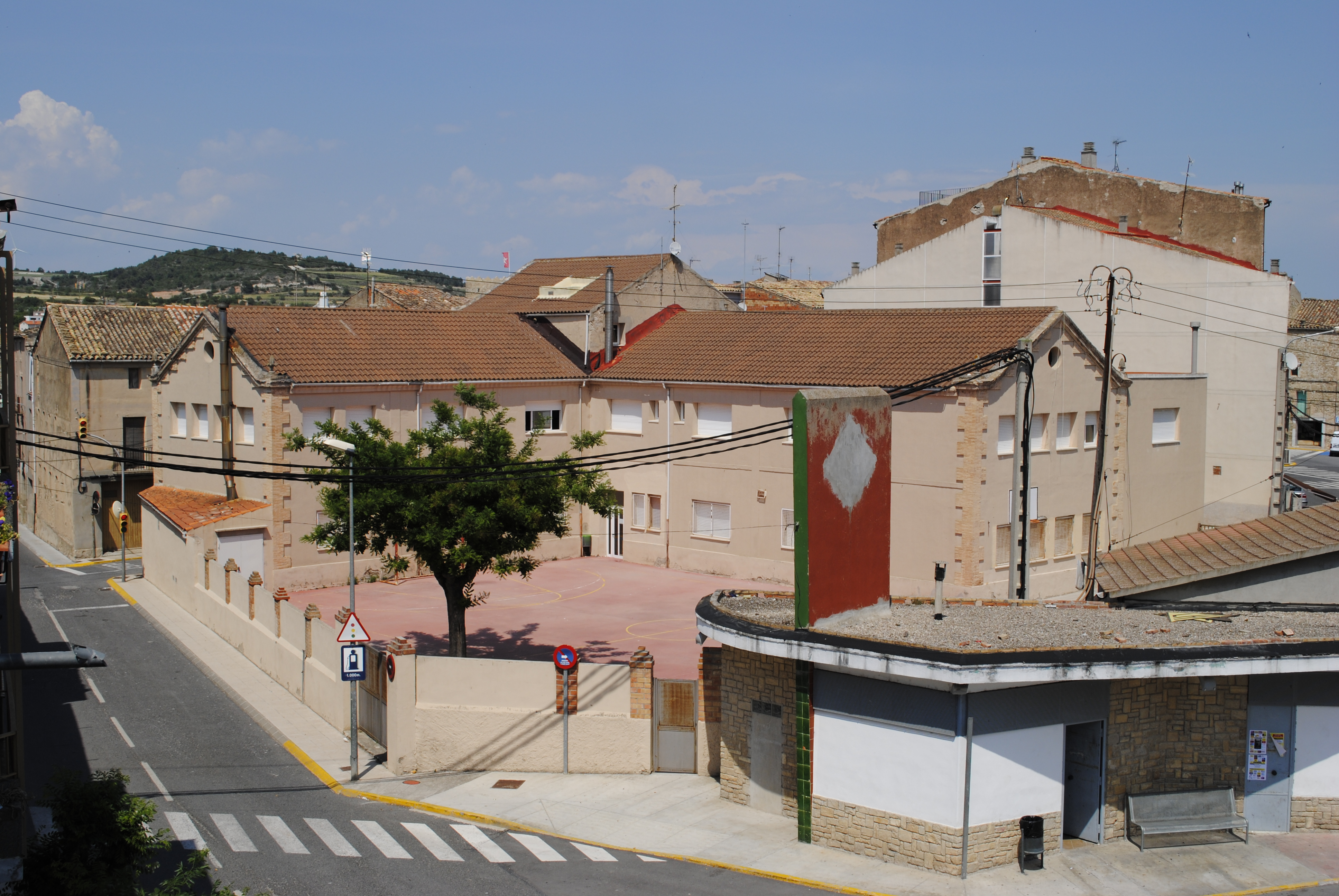
Institut d'Ensenyament Secundari Joan Segura i Valls

Durant la primera guerra carlina, Santa Coloma esdevé bloquejada (1833-1838) fins que accedeix a fer contribucions a carlins. En aquest lustre, es produeix el saqueig violent del convent mercedari, i la mort d’alguns frares (1835). Aquest episodi, juntament amb la desamortització de Madoz, suposa l’abandonament del convent, les pedres del qual són usades, el darrer terç del segle, per construir fàbriques de les famílies més poderoses de la Vila. També en el context de la primera guerra carlina, es produeix a la crema dels portals de Santa Coloma (1837).
Santa Coloma també s’inclina a favor dels liberals en la tercera guerra carlina (1872), si bé les tropes carlines aviat conquereixen el municipi (28 d’agost de 1873).

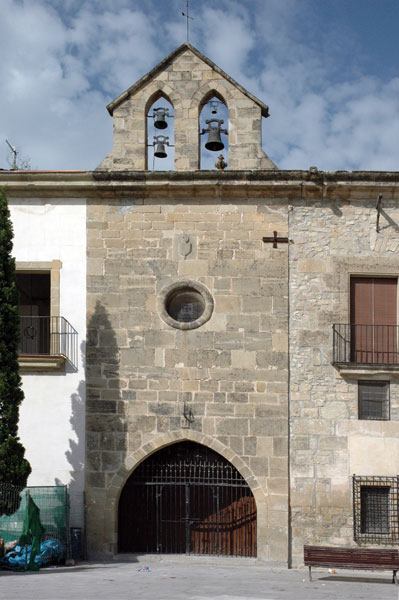
Antic Hospital de Santa Coloma de Queralt

A finals de segle, es produeixen millores significatives en la qualitat de vida dels colomins: s’aprova la creació de la carretera entre Igualada i Santa Coloma (1879), també la de Montblanc a Santa Coloma (1884-86), es constitueix la Comunitat d’Aigües Potables (1887), es consoliden escoles adreçades al conjunt de la població, es restaura l'església parroquial (1897-98), s’aprova la carretera de Guimerà a Santa Coloma (1901), i a títol simbòlic, la regent Maria Cristina dona el títol d’Il·lustríssim a l’Ajuntament de Santa Coloma (1900). Malgrat això, les condicions higièniques de la població segueixen sent molt deficitàries, tal com va deixar recollit Hermenegild Carrera.
El primer terç del segle XX és una etapa de gran creixement econòmic i poblacional. Les terres cerealístiques de Santa Coloma, tradicionalment eixorques, augmenten espectacularment el rendiment gràcies a la introducció de maquinària agrícola i a l’ús d’adobs químics. En paral·lel, sorgeixen moltes fàbriques tèxtils a la Vila, esdevenint un dels grans centres productors del Camp de Tarragona.
Altres canvis significatius que es produeixen són l’arribada de l'enllumenat públic amb gas acetilè (1903), les projeccions cinematogràfiques (1908), l'escorxador municipal (1913), la línia telefònica (1917), la primera entitat bancària (1920), i de manera casual, l’assoliment del 2n Premi de la Loteria del 1922; l'enriquiment de les famílies provoca la desaparició dels porxos del carrer major.

El 24 de juny de 1932, el president Francesc Macià visita Santa Coloma per inaugurar la construcció de les noves escoles municipals. Durant aquesta dècada, Santa Coloma assoleix el seu màxim demogràfic. En l'enquesta que la Generalitat realitza a tots els municipis catalans per realitzar la divisió comarcal, Santa Coloma considera que pertany a la Baixa Segarra.

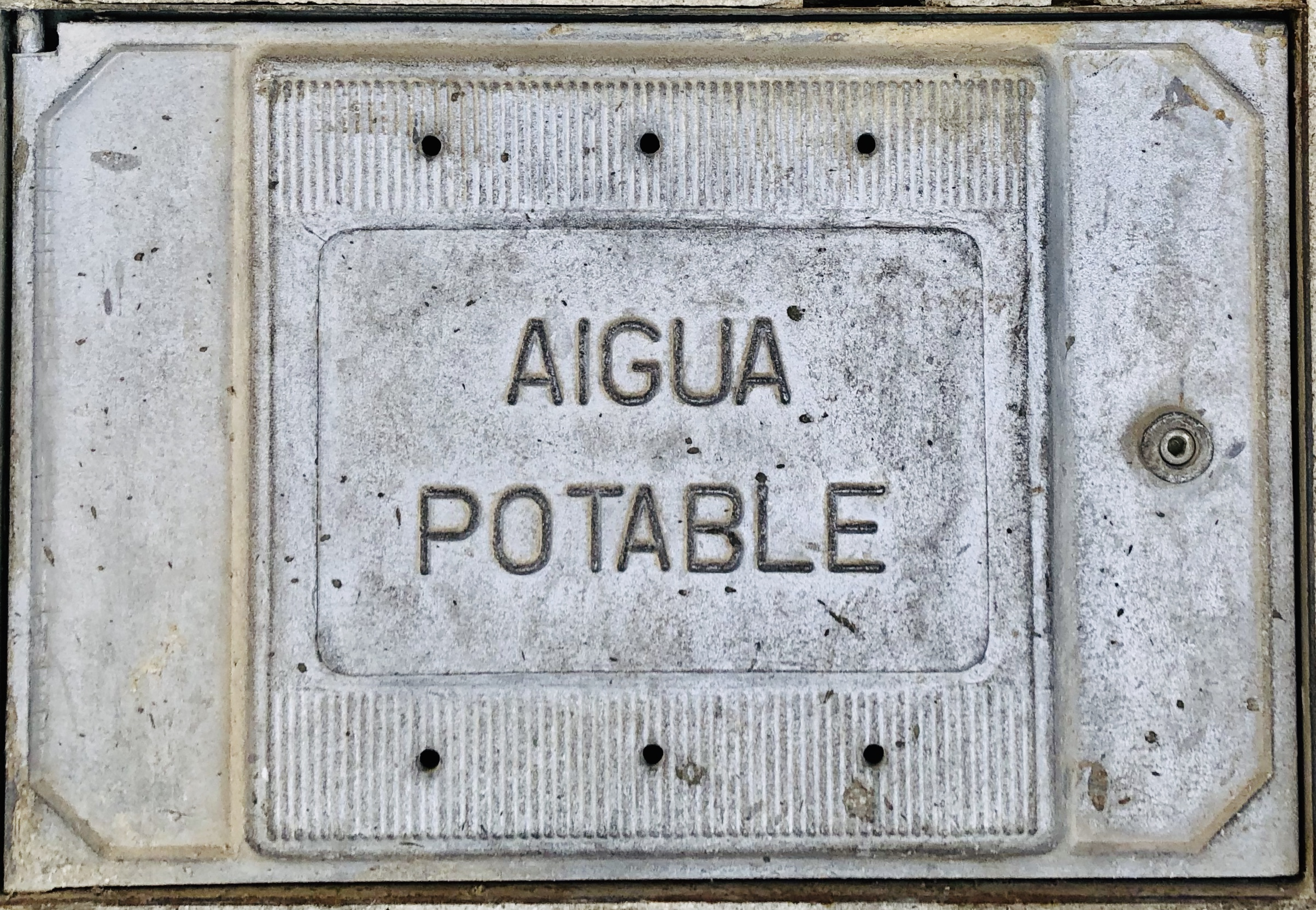
Des del 2006, l'aigua d'aixeta no està autoritzada pel consum humà

En els inicis de la guerra civil espanyola, es crema l'església parroquial i Santa Maria de Bell-lloc (23-25 juliol de 1936). El 25 de desembre de 1936, la Generalitat aprova integrar Santa Coloma i altres municipis de la Baixa Segarra a la comarca de la Conca de Barberà. Des d’inici de 1937, i fins al final de la guerra, Santa Coloma de Queralt passa a anomenar-se Segarra de Gaià. Les tropes franquistes conquereixen la Vila el 14 de gener de 1939. Lluís Sola Padró, batlle de la població durant els primers anys de la República, és assassinat per l'exèrcit feixista el 20 d’octubre del mateix any.  
Entre 1948-1954 es produeix a la restauració de Santa Maria de Bell-lloc, i posteriorment s’inaugura el passeig Joan Segura, que connecta la Vila amb el santuari. Durant els anys del franquisme, i especialment des de la constitució dels Ajuntaments democràtics, Santa Coloma viu una expansió urbanística mai viscuda.
Entre 1979 i 2010 van produir-se canvis significatius en el desenvolupament de la Vila: inauguració de l’Escola Cor de Roure (1979), adjudicació de la guarderia (1982), adquisició del Casal (1984), adquisició del castell (1987), inauguració de l’Institut d’Educació Secundària (1987), inauguració de la Biblioteca Municipal (1992), remodelació de la plaça major (2002) o la inauguració de la residència (2010). Durant aquestes tres dècades, l’augment poblacional constant es va deure a la instal·lació de fàbriques de prefabricats de formigó que venien a àmbit estatal.
El 2006 les autoritats sanitàries van decretar que l’aigua de Santa Coloma no és potable. Des de llavors, no s’ha trobat cap solució per abastir la Vila d’aigua apta pel consum humà.

## Demografia
Durant la primera meitat del segle xvi, la població de Santa Coloma es duplica. L'arribada de població occitana permet que aquest creixement prossegueixi durant la segona meitat de la centúria, si bé a un ritme inferior al de la mitjana del Principat de Catalunya i dels municipis del bisbat de Vic. El 1626, viuen 1.234 persones a Santa Coloma repartits en 200 cases. Arran de la crisi agrària de 1628-32, la Guerra dels Segadors, i el greu episodi de pesta de 1651-52, la Vila sofreix un important sotrac poblacional.
Durant el període 1717-1857 la població es triplica, mantenint-se des de llavors estable en una forquilla que oscil·la entre els 2.518 habitants (1996) i els 3.474 (1930). Aquest auge poblacional es produeix gràcies a la transformació de conreu del cereal que s'experimenta durant el primer terç del segle xx, la millora de les condicions higieniques, i l'emergència d'una potent indústria tèxtil, amb fàbriques de filats i teixits de cotó i llana. L'any 1926 la vila era el tercer centre tèxtil del Camp de Tarragona, només superat per Valls i Reus.
Durant la segona meitat del s.XX es viu una davallada demogràfica pels efectes de la guerra civil espanyola i l'èxode rural que es va produir durant les dècades de 1960, 1970 i 1980. En els decennis 1990 i 2000, la població colomina augmenta un 21%, coincidint amb el moment de màxima expansió econòmica de les empreses de prefabricats de formigó instal·lades a la Vila, que operen a nivell estatal. El seu desmentallment, com a conseqüència de la crisi financera del 2007, provoca una nova davallada notable durant els anys 10 del segle XXI.
| 1497 f | 1515 f | 1553 f | 1717 | 1787  | 1857  | 1877  | 1887  | 1900  | 1910  |
| ------ | ------ | ------ | ---- | ----- | ----- | ----- | ----- | ----- | ----- |
| 101    | 153    | 205    | 837  | 2.099 | 2.740 | 2.776 | 2.738 | 2.886 | 3.087 |

| 1920  | 1930  | 1940  | 1950  | 1960  | 1970  | 1981  | 1990  | 1992  | 1994  |
| ----- | ----- | ----- | ----- | ----- | ----- | ----- | ----- | ----- | ----- |
| 3.224 | 3.474 | 3.148 | 3.289 | 3.043 | 2.894 | 2.728 | 2.587 | 2.527 | 2.527 |

| 1996  | 1998  | 2000  | 2002  | 2004  | 2006  | 2008  | 2010  | 2012  | 2014  |
| ----- | ----- | ----- | ----- | ----- | ----- | ----- | ----- | ----- | ----- |
| 2.518 | 2.568 | 2.615 | 2.831 | 2.934 | 3.035 | 3.128 | 3.153 | 3.040 | 2.931 |

| 2016  | 2018  | 2020  | 2022  | 2024  | 2026 | 2028 | 2030 | 2032 | 2034 |
| ----- | ----- | ----- | ----- | ----- | ---- | ---- | ---- | ---- | ---- |
| 2.726 | 2.697 | 2.672 | 2.755 | 2.800 | -    | -    | -    | -    | -    |

## Economia
La base econòmica de la població tradicionalment s'ha fonamentat en els conreus de secà; bàsicament de cereal. Però el sector agrari no és l'únic: la ramaderia ha estat des de sempre un factor paral·lel a la vida agrària. La Cooperativa n'ha estat un clar exponent.
El fet que Santa Coloma es localitzi a l'eix viari Montblanc-Igualada, caracteritzat per un dinamisme escàs i per les deficiències, i en el si d'un interfluvi entre la conca de l'Anoia i la de Barberà, ha contribuït en el retrocés que hi ha experimentat la seva funció tradicional: la indústria tèxtil que als anys seixanta del segle xx passà una gran crisi.
Durant la primera dècada del segle xxi, els prefabricats de formigó van ser la indústria predominant. Foren diverses les empreses d'abast estatal que hi tenen ubicada la seva casa central.

## Santa Coloma de Queralt i l'entorn
Santa Coloma de Queralt presumeix de pertànyer a una comarca pròpia i diferenciada de la Conca de Barberà: la Baixa Segarra. Aquesta és una subcomarca natural situada a l'altiplà segarrenc, a l'extrem nord-est de la comarca, que històricament sempre va dependre de la Segarra fins que, per emmotllar-se millor a la divisió provincial, a principi del segle vint es va optar per la seva incorporació a la Conca. La subcomarca la formen vuit municipis i quatre mil habitants. Són Santa Coloma de Queralt, Pontils, les Piles, Conesa, Savallà del Comtat, Vallfogona de Riucorb, Llorac i Passanant, si bé algunes veus hi afegeixen Forès. Santa Coloma és el centre agrícola, ramader, comercial i industrial de la subcomarca; més proper a Cervera o Igualada que a Montblanc. Santa Coloma de Queralt compta amb un entorn que li aporta vida comercial, disposa d'una xarxa de serveis equiparable a la de la capital administrativa de la comarca, Montblanc, a la qual, però cal acudir per poder fer ús d'alguns serveis públics.
Les raons d'aquesta tendència radiquen, segons Dolors Tomàs, en "el fet de patir un dèficit en comunicacions per carretera força evident, juntament amb la situació geogràfica –a l'extrem nord-est de la comarca, mentre que Montblanc és a l'extrem sud- fan que Santa Coloma sigui un centre de població força aïllat de la resta de la comarca, amb unes necessitats bàsiques (educació, salut, ...) que s'han de cobrir forçosament en l'àmbit del seu terme".

## Llocs d'interès

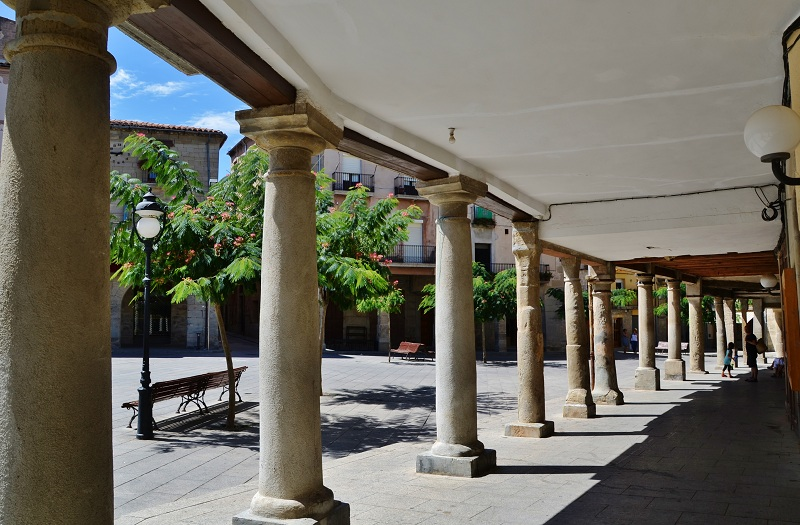
Porxos de la Plaça Major

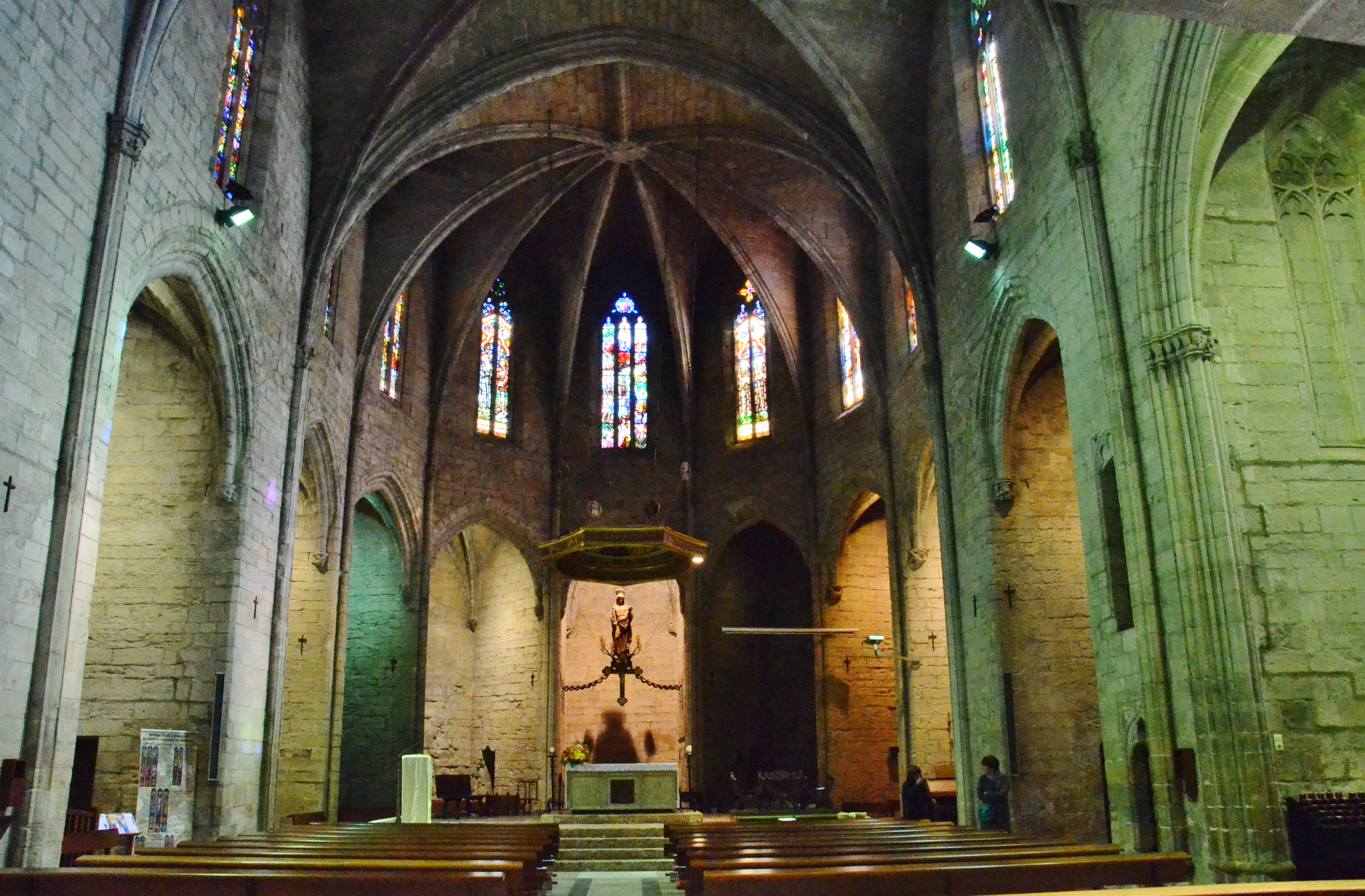
Interior de l'església parroquial

El nucli antic de la vila era abans totalment encerclat per les muralles dels segles xiv i xv, que tenien sis portals, dels quals se'n conserven avui quatre: el de Cervera, el del Martí, el de Santa Maria i el de Santa Coloma. D'aquestes muralles resten encara fragments considerables de mur amb alguna torre, tot i que la pèrdua de llur funció defensiva a partir de l'expansió de la vila al segle xviii va fer que anessin quedant amagades pels edificis que s'hi adossaven. A l'interior del recinte del recinte fortificat, i a partir de tres espais oberts -plaça Major, el pati del Castell i la plaça de l'església-, se situen importants edificis religiosos i civils.

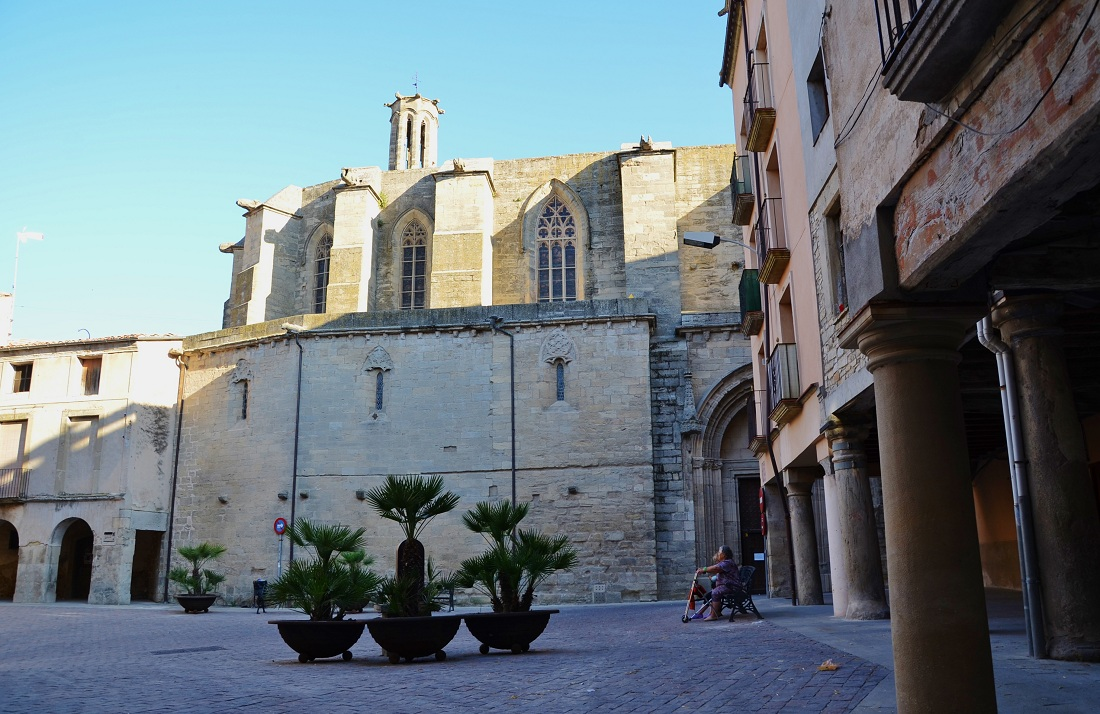
Plaça de l'Església

La plaça major, documentada el 1348 com a plaça de les Eres, és voltada de porxos i compta amb alguns edificis d'interès, com la casa de la vila. Al pati del Castell hi ha el palau o castell dels comtes de Santa coloma, construcció del segle xvi o XVII, a la part posterior del qual s'alça la torre de l'homenatge, de planta circular, que n'és la part més antiga.

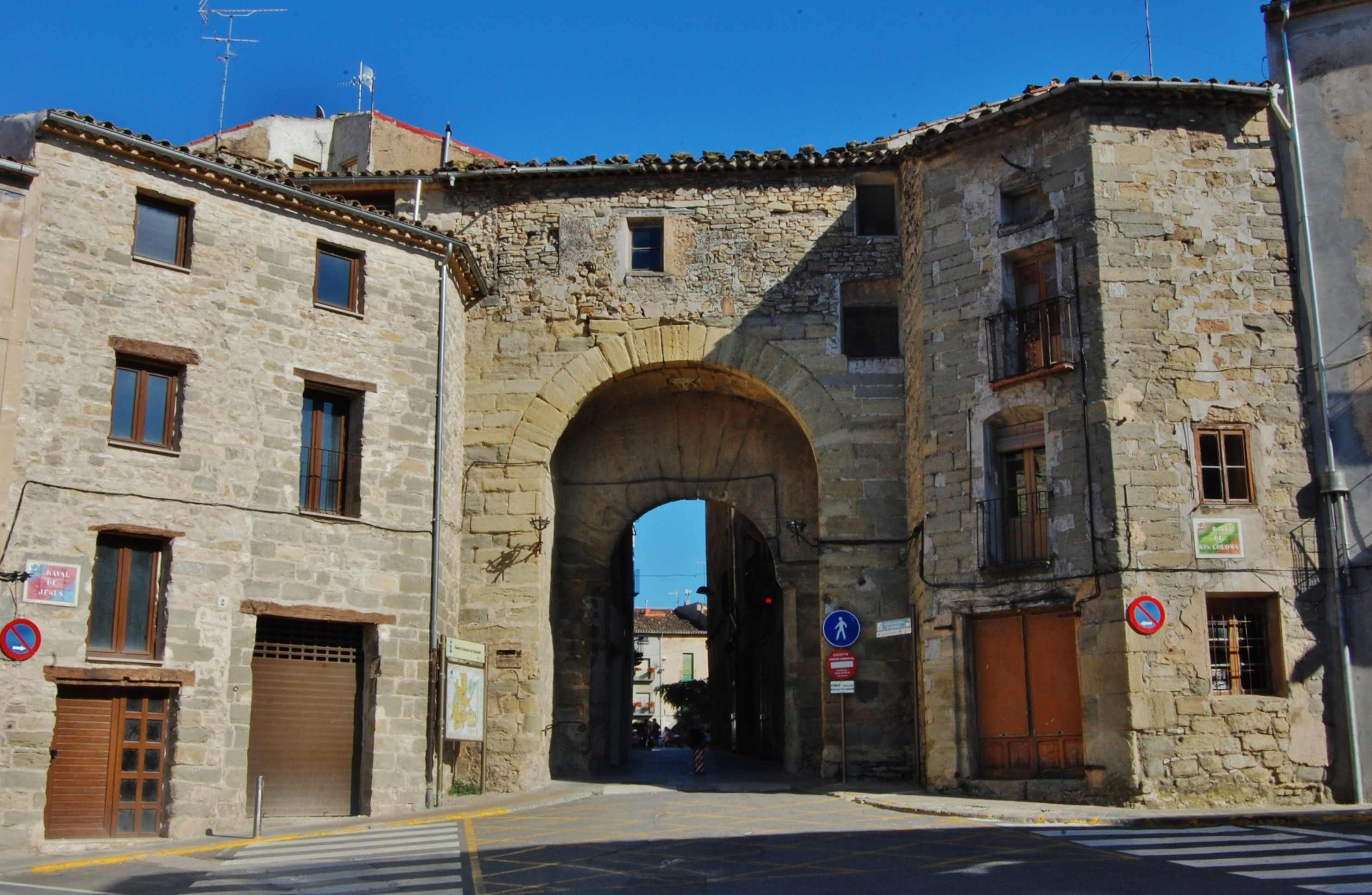
Portal del Sanou

La plaça de l'església, també porxada, és documentada el 1349 com a plaça de l'Om, i s'integra en el nucli ocupat per l'antiga Vila Vella, formada a l'entorn de l'església, un edifici gòtic del segle xiv que no fou acabat, però, fins a mitjan segle xvii (1649).
- Església parroquial gòtica de Santa Maria (s. XIV), amb el retaule d'alabastre dedicat a sant Llorenç, de l'any 1386, realitzat per l'escultor Jordi de Déu. Té un alt campanar quadrat del s. XVII.[55]

- Castell-Palau dels comtes de Santa Coloma, amb la torre de l'Homenatge circular del segle xi. L'edifici fou ampliat en etapes successives, que van des del s. XI fins al xvi.
- Plaça de l'Església i Plaça Major, porticades.
- Hospital de Santa Magdalena
- Font dels Comtes o de les Canelles, construïda per Dalmau III de Queralt el 1614, just en el punt de naixença del riu Gaià

- Portals de l'antiga muralla: el de Cervera (o del Sanou), el de Santa Coloma (el Portal), el del Vicari i el d'en Martí. El portal de Sant Antoni (Mora d'Avall) dona entrada, des de la plaça de l'Església, a l'antic call. En 1294 hi havia tres portals que es van ampliar a sis en l'any 1471.
- Als afores de la població hi ha l'església de Santa Maria de Bell-lloc (s. xiii-xiv), gòtica, amb portal romànic. A l'interior es conserva el sepulcre gòtic (s. XIV) de Pere de Queralt i Castellnou i Alamanda de Rocabertí, obra de Pere Ciroll, Esteve de Burgos i Pere Aguilar.

- Capelleta de Sant Magí (reconstruïda).
- Ruïnes del Castell d'Aguiló.
- Dolmen de megalític de Plans de Ferran.

## Geografia
- Llista de topònims de Santa Coloma de Queralt (Orografia: muntanyes, serres, collades, indrets..; hidrografia: rius, fonts...; edificis: cases, masies, esglésies, etc).

## Nuclis de població
| Entitat de població     | Habitants (2024) |
| Santa Coloma de Queralt | 2.775            |
| la Pobla de Carivenys   | 22               |
| Aguiló                  | 18               |
| les Roques d'Aguiló     | 8                |
| Font: Idescat           |                  |

## Colomins i colomines il·lustres

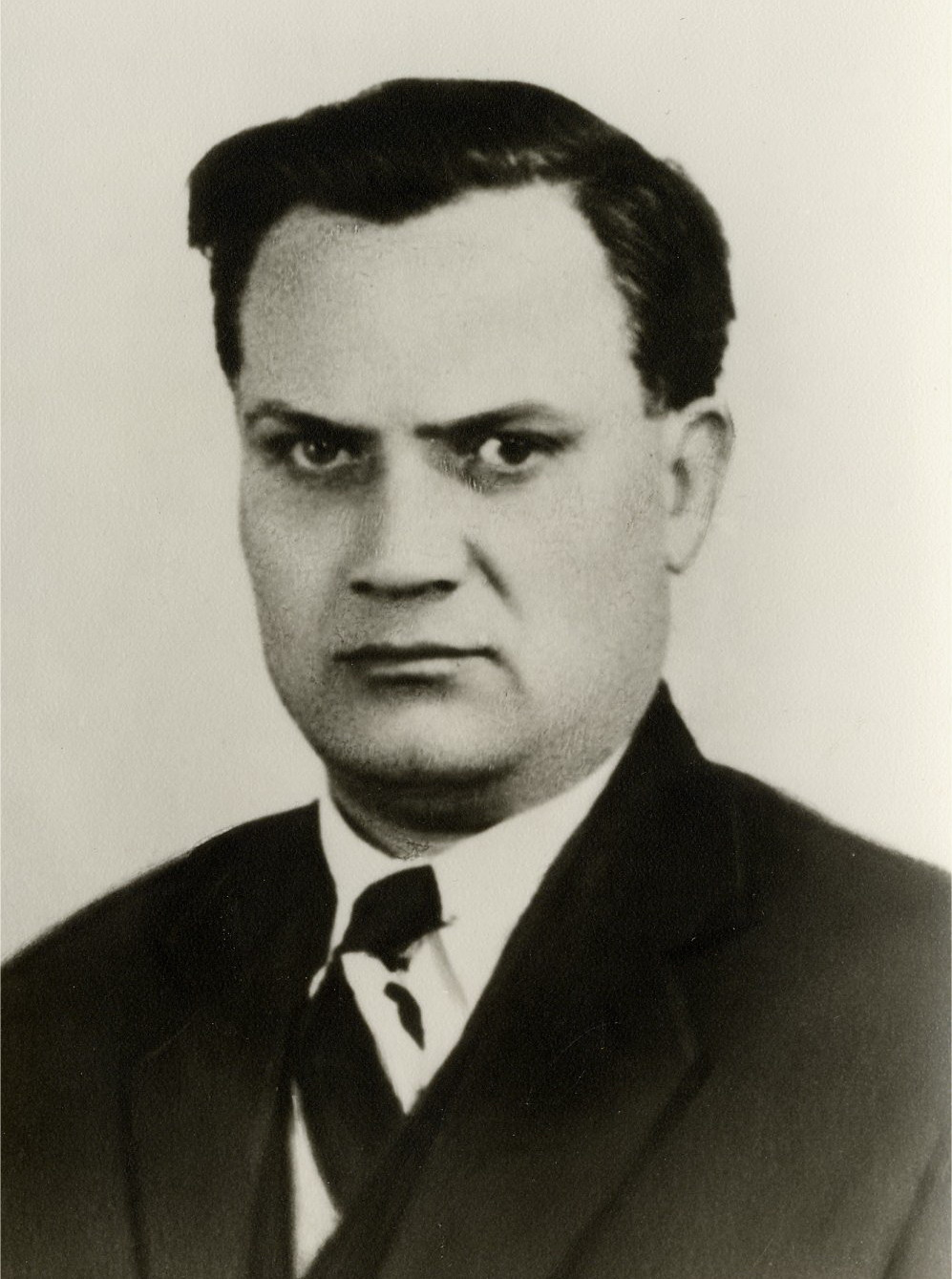
Lluís Solà, alcalde republicà assassinat pel franquisme

- Joan Segura Valls (Santa Coloma de Queralt, 1844-1909), prevere i historiador-. El primer colomí que donà nom a un carrer de la vila.
- Magí Sivillà Magoles (Santa Coloma de Queralt, 1597 - París, 1656-57), doctor en Teologia, ambaixador de la Generalitat i del Consell de Cent. Cronista.
- Josep Ninot i Verdera (Santa Coloma de Queralt, 1608 - Lleida, 1673), agent de la Generalitat al Vaticà, bisbe de Girona i de Lleida
- Lluís Solà Padró (Santa Coloma de Queralt, 1891 - Tarragona, 1939), alcalde (1931-1934) i fill predilecte de la vila (3 d'octubre de 1992)
- Josep Nogué Massó (Santa Coloma de Queralt, 1880 - Huelva, 1974),[56] artista (pintor, gravador, dibuixant, pedagog). Fou el segon fill de la vila a qui se li dedicà un carrer.
- Maria Albareda Vidal (Sabadell, 1919 - Santa Coloma de Queralt, 2007), escriptora
- Agustí Altisent Altisent (Santa Coloma de Queralt, 1923 - Poblet, 2004), monjo de Poblet, historiador i escriptor
- Jaume Custodi Torres (Santa Coloma de Queralt, 1922-2016), agricultor, co-fundador i primer president de la Cooperativa, diputat al Congrés de Diputats
- Joan Corbella (Santa Coloma de Queralt, 1945 - Palma, 2021), metge psiquiatre i divulgador mèdic

## Festes
- 8 de novembre. Festa de l'arribada de les relíquies de Santa Coloma
- 31 de desembre, Festivitat de Santa Coloma.